# Konohana, Ōsaka
Konohana-ku, Osaka (此花区) là một trong 24 khu thuộc thành phố Osaka, tỉnh Osaka,  vùng Kinki trên đảo Honshū, Nhật Bản. Quận có diện tích km2, dân số ngày 1 tháng 2 năm 2011 là 65.622 người, mật độ dân số 4040 người/km².